# Бразильська імперія
Бразильська імперія — держава, яка охоплювала сучасну Бразилію під владою імператора Педру I і його сина Педру II. Заснована в 1822 році та була замінена республікою в 1889.
Внаслідок зайняття Наполеоном Португалії португальське королівське сімейство переїхало у вигнання до Бразилії, найважливішої з португальських колоній. Після цього Бразилія здобула самоврядування під владою португальської династії Браганса. Повернення влади до Лісабона після звільнення її від Наполеона викликало протест, і Бразилія здобула незалежність від Португалії, хоча і під владою гілки португальського королівського сімейства.
Після проголошення незалежності від Португалії 7 вересня 1822 року Бразилія стала парламентською конституційною монархією, Бразильською імперією, яка існувала до встановлення республіканського уряду 15 листопада 1889 року. Протягом цього періоду два імператори посідали на троні: Педру I, з 1822 до 1831, і Педру II, з 1840 до 1889. Також король Португалії Жуан VI мав титул імператора Бразилії, згідно з договором про визнання незалежності Бразилії.
На відміну від сусідніх іспано-американських республік, Бразилія набула політичної стабільності, економічного зростання, свободи слова, гарантованої конституцією, і поваги до прав підданих, хоча й з обмеженнями щодо рабів, які визнавалися власністю, а не громадянами.

## Переїзд португальського двору до Бразилії (1808— 1821)

Гіпотетичний прапор Бразилії у Сполученому королівстві Португалії, Бразилії й Алгарве

У 1808 році, коли армія Наполеона почала війну проти Португалії, було вирішено перевезти короля і його двір до Ріо-де-Жанейро, де вони залишалися до 1821 року.
У цьому переїзді пряму участь узяв британський уряд. Він скористався важким положенням Португалії і, маючи намір здобути ще більші привілеї в торгівлі, надав необхідні для переїзду королівської сім'ї кораблі. Відкриття бразильських портів для Дружніх Націй у 1808 році відразу після приїзду Дона Жуана VI посилило англійське панування. Ця угода сприяла отриманню Англією монополії на нових ринках з гарантованими правами і торговими пільгами.
Дон Жуан встановив в Ріо-де-Жанейро своє міністерство, Державну Раду, Верховний Суд, королівське казначейство, королівський монетний двір, королівський друкарський кабінет і Банк Бразилії. Він також заснував королівську бібліотеку, військову академію і медичні та правові школи. Своїм декретом від 16 грудня 1815 року він надав португальським володінням статус Сполученого королівства Португалії, Бразилії й Алгарве, таким чином роблячи Бразилію рівною Португалії.
Переїзд королівської адміністрації у колонію прискорив просування Бразилії до незалежності. Португальською монархією, свідомо чи ні, були здійснені певні заходи, які пом'якшили перехід до незалежності. Серед чинників, що сприяли цьому, виділяється підняття у 1815 році статусу Бразилії від колонії до об'єднаного з Португалією королівства і рішення Дону Жуана VI залишитися у Ріо-де-Жанейро навіть після звільнення Європи від Наполеона.
У 1816 Жуан VI був визнаний королем Португалії, але він продовжував жити в Бразилії, яку він, як регент, підняв до статусу королівства 16 грудня 1815. Послідовне поширення невдоволення таким станом у Португалії призвело до мирної революції 24 серпня 1820 і проголошення конституційного уряду, до якого Жуан присягся на вірність після повернення до Португалії в 1821.
Через 6 років, у 1821 році, король Дон Жуан VI був вимушений поступитися політичному тиску Португалії. Він повернувся у Лісабон, залишивши у Ріо свого спадкоємця і наділивши його титулом віцекороля регента. Говорять, що в присутності членів колоніального двора король попередив його: «Педру, син мій, коли настане час, одягни корону сам, не чекаючи, поки це зробить який-небудь самозванець».
У тому ж році, і знову в 1823, йому довелося покласти край повстанням, організованим його молодшим сином доном Мігелем, якого він кінець кінцем вислав із країни у 1824. Тим часом його старший син, Педру, оголосив незалежність Бразилії від Португалії 7 вересня 1822.
Він згодом був коронований як імператор Бразилії Педру I.

## Педру у ролі регента (1821—1822)

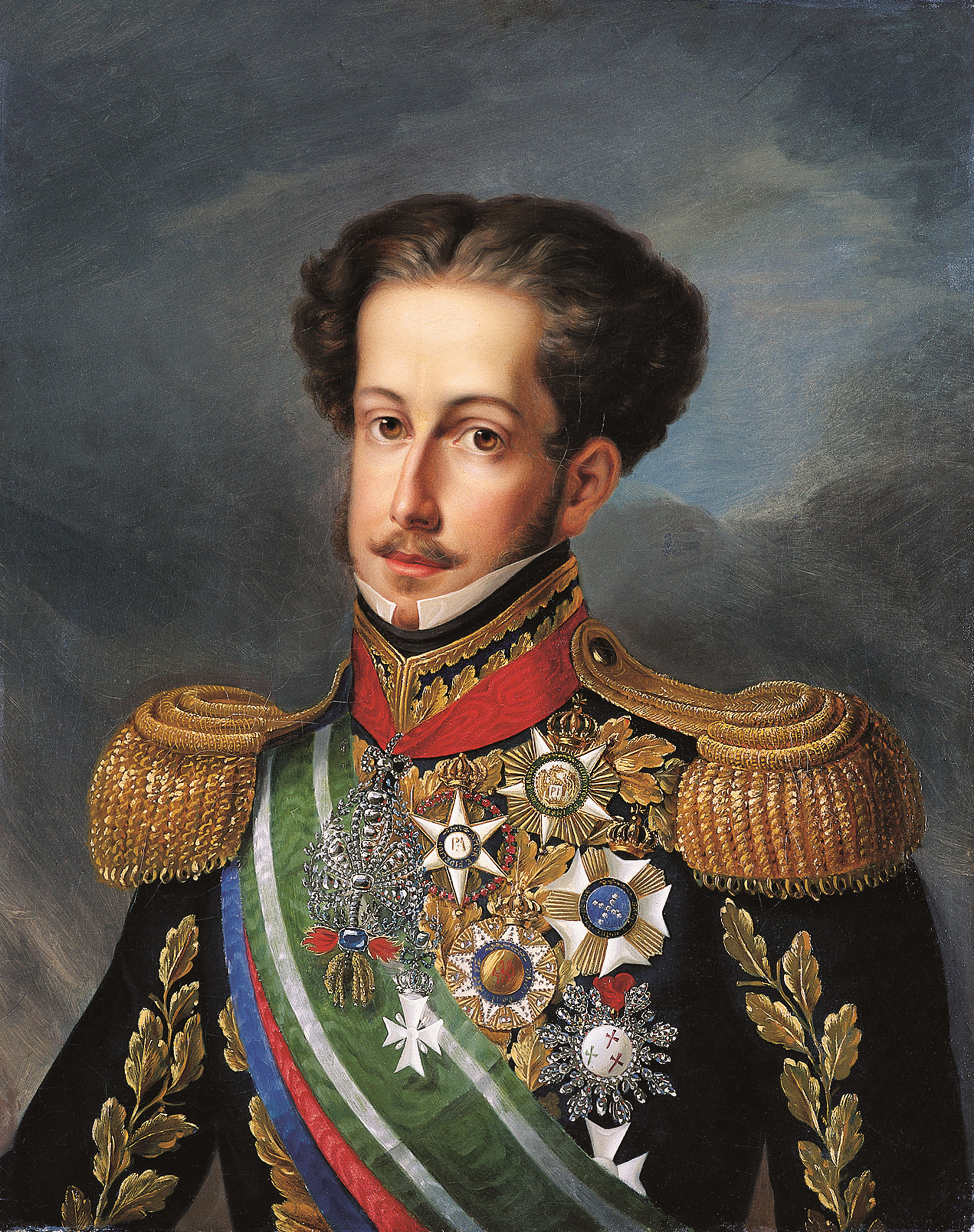
Педру I, імператор Бразилії, Педру IV, король Португалії

Після повернення Жуана IV до Португалії в 1821, його спадкоємець Педру став регентом королівства Бразилія. Він показав себе дуже економним правителем, почавши зі скорочення власної платні, централізації урядових установ і розпродажу королівських коней та мулів. Він скасував королівський податок на сіль, щоб підвищити виробництво шкір та м'яса, заборонив арешти та захоплення особистого майна урядовцями без ордера суду, заборонив секретні допити й тортури. Він добився включення представників від Бразилії до португальського парламенту (Кортесів). Проте рабство не було скасовано попри його висловлення, що кров у рабів того ж кольору, що в нього самого.
У вересні 1821 португальський парламент, при наявності тільки невеликої частини делегатів від Бразилії, проголосував за розпуск королівства Бразилії і королівських установ у Ріо-де-Жанейро, тим самим підпорядковувавши всі провінції Бразилії безпосередньо Лісабону. Водночас до Бразилії було відправлено військові загони, а всі бразильські військові одиниці перевели під португальську команду.
У січні 1822 напруженість між португальськими загонами і лусо-бразильцями (бразильці португальського походження) різко зросла, коли Педру, якому парламент наказав повернутися до Лісабона, відмовився виконати наказ і залишився у Бразилії. Він пояснив своє рішення петиціями від міст Бразилії і аргументом, що його від'їзд і демонтаж центрального уряду збудили б сепаратистський рух у бразильських провінціях.
Педру сформував новий уряд, очолений Жозе Боніфаціо ді Андрада і Сілва. Цей колишній королівський посадовець і професор науки в Коімбрі, видатний геолог і письменник, відіграв важливу роль у подальшому розвитку подій і вважається одним з засновників бразильського націоналізму; пізніше його називали «духовним батьком незалежності».
Атмосфера була настільки напружена, що Дон Педру запросив гарантій притулку на британському судні на випадок, якщо конфронтація закінчиться не на його користь, та вивіз свою сім'ю з країни.

## Проголошення незалежності (1822)

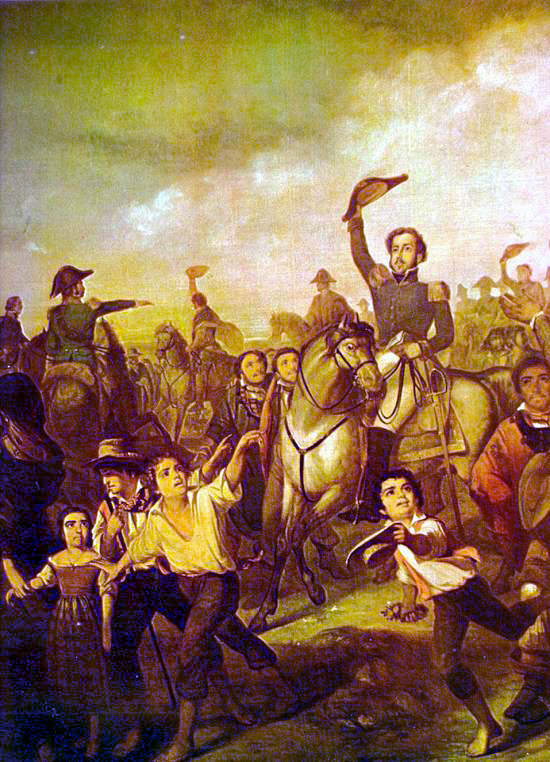
Проголошення незалежності Бразилії, робота Р. Моро (1844)

Після відмови Педру виконати наказ парламенту, португальські солдати у спробі заарештувати його зібралися на площі перед королівським палацом, але скоро були оточені тисячами озброєних бразильців. Дон Педру «відправив у відставку» португальського генерала і наказав йому відвести своїх солдатів до Нітероя, де вони повинні були чекати транспорту до Португалії. Португальський командир затримав посадку на кораблі, очікуючи підкріплення. Проте, підкріпленню, яке прибуло до Ріо-де-Жанейро 5 березня 1822, не дозволили висадитися. Натомість португальці отримали провізію для подорожі назад до Португалії. Цей раунд був виграний Педру без кровопролиття.
Кров була пролита на півночі країни, в Ресіфі (провінція Пернамбуку), коли португальський гарнізон був вимушений залишити Бразилію в листопаді 1821. У лютому 1822 також і в провінції Баїя бразильці повстали проти португальських сил, але були вимушені відступити і перейшли до партизанської війни.
Наступним кроком було забезпечити підтримку найбільш населених провінцій Мінас-Жерайс і Сан-Паулу, де не було португальських військ, але де ідея незалежності не була дуже популярною. Для цього у березні 1822 року Педру сам вирушив до Мінас-Жерайсу на чолі невеликої групи наближених. Ця поїздка мала значний успіх; вже 13 травня законодавчі збори провінції Сан-Паулу проголосило його «вічним захисником Бразилії» та гарантувало підтримку. У липні він видав декрет, в якому наказав депутатам від Бразилії в парламенті Португалії повернутися на батьківщину, а португальські війська, які ще не покинули Бразилію, повинні були вважатися ворожими.
Під час поїздки у провінцію Сан-Паулу до Педру дійшли відомості, що Кортеси проголосили його зрадником, вимагають негайного повернення до Португалії та відправили нові війська до Бразилії. У цей критичний момент він вирішив розірвати останні зв'язки з Португалією і 7 вересня 1822 року у знаменитій сцені на березі річки Іпіранга, дон Педру відірвав португальський герб зі свого мундира, оголив меч та проголосив: «Моєю кров'ю, моєю честю і Богом присягаюся: я зроблю Бразилію вільною». Потім він додав: «Настав час! Незалежність або смерть! Ми відокремлені від Португалії». Його слова «Незалежність або смерть» стали девізом бразильської незалежності. 12 жовтня 1822 року дон Педру був проголошений першим імператором Бразилії, а 1 грудня він був коронований.

## Правління Педру I (1822—1831)

Прапор Бразильської імперії (з грудня 1825)

Провінції Бразильської імперії на час її проголошення (1823 рік)

### Консолідація країни та міжнародне визнання
Щоб забезпечити цілісність країни, імператор Педру I найняв адмірала Томаса Кокрена (Thomas Cochrane), одного з найуспішніших британських морських командувачів під час Наполеонівських воєн і нещодавно командувача чилійських військово-морських сил у війні проти Іспанії. Він також найняв цілий ряд офіцерів Кокрена і французького генерала П'єра Лабату (Pierre Labatut), який до того служив у Колумбії. Ці люди повинні були поставити під бразильський контроль все ще португальські провінції Баїя, Мараньян і Пара. Армія і флот з дев'яти кораблів були споряджені на прибутки від митниці порту Ріо-де-Жанейро і пожертвування населення. Щоб компенсувати відсутність потрібних військових навичок, були найняти іноземні найманці. Кокрен зумів забезпечити контроль над Мараньяном єдиним військовим кораблем, не зважаючи на спробу Португалії зруйнувати економіку і суспільство обіцянками свободи для рабів. Станом на середину 1823 року сили сторін нараховували між 10 і 20 тис. португальських солдатів, багато з яких були ветеранами Наполеонівських воєн, проти 12 000 — 14 000 бразильців, здебільшого ополченців з північного сходу. Вважається, що незалежність Бразилії була досягнута без кровопролиття. Хоча сторонам вдалося уникнути масових битв, вони брали участь в партизанській боротьбі та масових демонстраціях.
29 серпня 1825 року, за посередництва Великої Британії, в Ріо-де-Жанейро було підписано португальсько-бразильську мирну угоду між Королівством Португалія і самопроголошеною Бразильської імперією, чим формально завершено португальсько-бразильську війну.
Жуан VI відновив Педру як свого спадкоємця, сподіваючись на возз'єднання Бразилії і Португалії після його смерті.
Він залишався королем Португалії та номінально носив титул імператора Бразилії — «Його Імператорська і Найчесніша Величність» до своєї смерті 26 березня 1826 році.
Жуан помер в Лісабоні 26 березня 1826 та португальський трон був успадкований його сином Педру (як король Педру IV), проте об'єднання з Бразилією не здійснилося.
Отже, Португалія визнала незалежність Бразилії за угодою від 29 серпня 1825 року, укладену при посередництві Британії. За незалежність Бразилії довелося дорого заплатити у буквальному сенсі. Секретний додаток до договору вимагав взяття Бразилією на себе 1,4 млн фунтів стерлінгів португальського боргу Британії та відшкодування португальських витрат у розмірі 600 тис. фунтів стерлінгів. Бразилія відмовилася від претензій на португальські володіння в Африці, зберегла торговельні преференції Британії та Португалії на бразильському ринку і зобов'язалася заборонити работоргівлю у майбутньому. Жоден з цих пунктів не викликав ентузіазму серед впливових у Бразилії плантаторів.

### Конституція
Організація нового уряду швидко виявила розбіжності між імператором і його оточенням. У 1824 році Педру розпустив Конституційне зібрання, яке він скликав перед тим, з приводу того, що воно загрожувало єдності країни. Як члени зібрання, його радники Жозе Боніфаціо ді Андрада і Сілва та брати імператора написали Конституцію, яка обмежувала владу монарха, роблячи його головою виконавчої гілки влади, рівної законодавчій і судовій гілкам, подібно до президента Сполучених Штатів. Вони хотіли, щоб імператор підписав проєкт без обговорення, що Педру відмовився зробити, після чого Зібрання біло оточене військами та розігнане.
Невдовзі Педру самостійно написав Конституцію, складену за прикладом Конституцій Португалії (1822) і Франції (1814). Вона включала систему непрямих виборів і звичайні три гілки уряду, але також додавала четверту, «стримувальну владу», яку мав імператор. Стримувальна влада надавала імператору повноваження розв'язувати безвихідні становища, шляхом скликання та розпуску кабінету міністрів і парламенту. Він також мав владу складати та ратифікувати міжнародні договори. Парламент імперії, відомий як Загальні збори, повинен був складатися з двох палат, виборної Палати депутатів і призначеного Сенату, до якого сенаторів призначав би імператор зі списку, складеного Палатою депутатів.
Конституція Педру була ліберальніша ніж проєкт Зборів у частині релігійної терпимості, прав людини та приватної власності, але надавала більшу владу імператору. Вона набрала силу 25 березня 1824 року, а перші Загальні збори, вибрані за нею, почали роботу у травні 1826 року.

### Екваторіальна конфедерація
Конституція була добре сприйнята в квітучих південно-східних провінціях, де вирощували каву, але не в північно-східних цукрових і бавовняних областях, де у низьких експортних цінах і високій вартості імпортованих рабів звинувачували орієнтований на каву уряд. У середині 1824 року, починаючи з провінцій Пернамбуку і Сеара, п'ять північно-східних провінцій проголосили незалежність як Екваторіальна конфедерація, але ще до кінця року ця конфедерація була розбита силами адмірала Кокрена.

### Аргентино-бразильська війна
У 1825 році почалася війна, у якій Аргентина намагалася встановити контроль над бразильською провінцією Сисплатина (сучасний Уругвай), яка колись належала до іспанського віцекоролівства Ріо-де-ла-Плата, правонаступницею якого вважала себе Аргентина. Імперія не могла послати достатнього числа солдат, більша частина яких навіть вербувалася в Ірландії та Німеччині, або послати флот достатній для блокади затоки Ріо-де-ла-Плата. Позика від лондонських банкірів була витрачена до 1826 року і Педру довелося просити Загальні Збори знайти гроші на фінансування війни. Блокада викликала протест з боку Сполучених Штатів і Британії, а поразка на суші в 1827 році зробила необхідним почати переговори про закінчення війни. Все, чого вдалося добитися Бразилії, було визнання незалежності Уругваю, замість переходу під аргентинський контроль. У червні 1828 року жорстка дисципліна і ненависть до іноземців спровокували заколот в армії. Ірландців відправили додому, а німців — на південь з центру країни. Армія була зменшена до 15 000 солдатів, а без її підтримки супротивник рабства Педру залишився сам на сам з парламентом, у якому владу мали рабовласники та їх союзники.

### Питання рабства
З ростом експорту кави у цей період стійко зростав і імпорт рабів, тільки у провінції Ріо-де-Жанейро їх чисельність зросла з 26 тис. у 1825 році до 43 тис. у 1828. У 1822 році близько 30 % або 1 мільйон бразильського населення були рабами. Педру називав рабство «раком, який роз'їдає Бразилію». Він намагався скасувати його, але його власна ліберальна конституція надала законодавчі повноваження парламенту, контроль над яким мали рабовласники.
До 1826 року рабовласникам вдалося значною мірою поставити під свій контроль державну систему, забезпечити жорсткі покарання для рабів, що втекли, скоротити число іноземців, які негативно ставилися до рабства, у збройних силах, розформувати Банк Бразилії, щоб позбавити центральний уряд можливості стимулювати заснований на фінансах індустріальний капіталізм та обмежити імміграцію, щоб заохочувати рабську робочу силу замість незалежних фермерів або наймитів. Бернарду Перейра ді Васконселос, лідер рабовласників, переконував, що рабство не деморалізує суспільство, що іноземний капітал і технологія не зможуть допомогти Бразилії та що залізниці тільки іржавіли б. Інші, наприклад Ніколау ді Кампус Вергуейру, пропонував замінити рабство вільними іммігрантами з Європи. Набагато пізніше парламент встановив договірну систему, яка була небагато кращою, ніж рабство. Ліберальній імперії не було місця. Закони і декрети, неприємні рабовласникам, просто не набирали сили, як закон 1829 року, який забороняв работоргівлю з Африкою. Ці елементи рабовласницького порядку денного були основою регіональних повстань дев'ятнадцятого сторіччя.

### Зречення
Після смерті дона Жуана в 1826 році, попри відмову Педру від права на португальський трон на користь своєї дочки, бразильські націоналісти звинуватили імператора в змові та спробах скасувати конституцію і проголосити себе правителем об'єднаних Бразилії і Португалії. Вони підняли хвилю провокацій і вуличного насильства проти португальців у Ріо-де-Жанейро і вимагали федералістичної монархії, яка надала б самоврядування і автономію провінціям. Бразильська доля знаходилася в руках декількох людей, сконцентрованих у столиці, які розповсюджували неправдиві відомості та підривали дисципліну в армії та поліції. Коли Педру відправив у відставку кабінет міністрів у квітні 1831 року, вуличні і військові демонстранти почали вимагати його відновлення та звинуватили Педру в порушенні своїх конституційних повноважень. Він відмовив, кажучи: «Я зроблю все для народу, але нічого під тиском натовпу». Проте, коли війська зібралися на площі перед палацом і люди почали кричати «смерть тирану», він відступив. Не маючи можливості сформувати новий кабінет, він відмовився від трону на користь свого п'ятирічного сина Педру (який пізніше став імператором Бразилії Педру II) і залишив Бразилію так, як і прибув — на британському військовому кораблі.

## Ера регентства (1831-40)

### Напруженість в провінціях

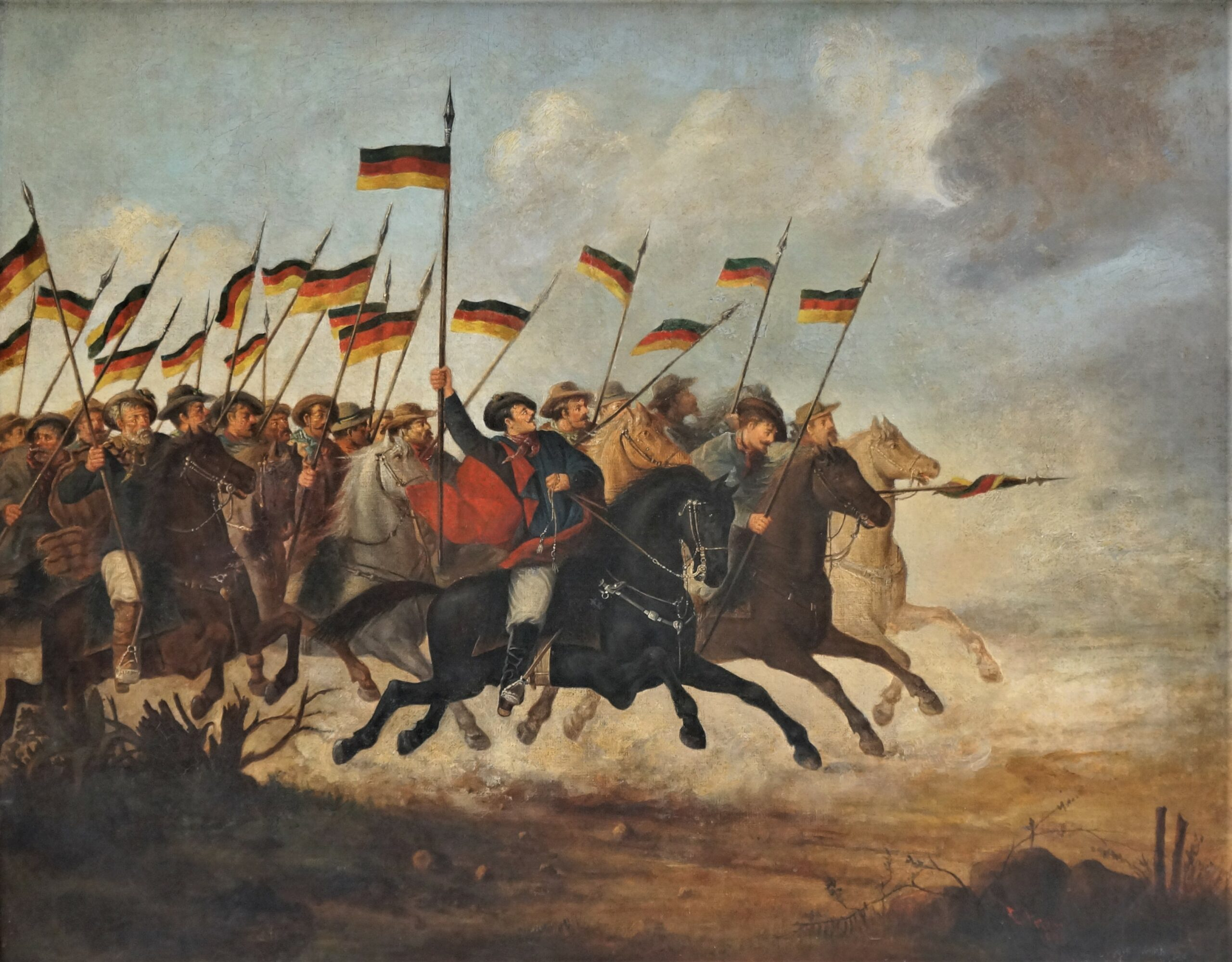
Наступ кавалерії Фаррапус

З 1831 до 1840 року країною урядували іменем молодого імператора троє призначених регентів. Цей час був періодом боротьби місцевих груп за контроль над своїми провінціями. Щоб ослабити радикальні заклики до федералізму, республіканства і ворожості до португальців, також і заклики з протилежної сторони до повернення Педру I на престол, регенти 1834 року надали значну владу провінціям. Бразилія була розділена на місцеві «патрії» (автономні центри регіональної влади) зі слабким контролем з боку центрального уряду Ріо-де-Жанейро, чиєю функцією був захист від зовнішнього нападу і підтримка балансу між провінціями. Здатність уряду здійснювати свою функцію була ослаблена, зокрема низьким військовим бюджетом і створенням національної гвардії з-поміж місцевої знаті, яка охороняла регіональні інтереси. Повстання і бунти також часто виникали через невдоволення британським контролем над бразильською зовнішньою торгівлею.

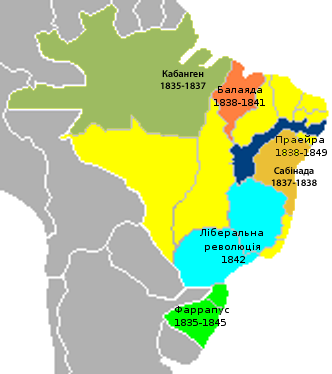
Провінції, охоплені повстаннями протягом періоду регентства.

Наприклад, тільки в Ріо-де-Жанейро було п'ять повстань в 1831—1832 роках. У восьми повстаннях періоду 1834—1849 років брали участь представники нижчого класу, індіанці, вільні чорношкірі та раби, що пояснюється їх тяжкою експлуатацією. Республіканські ідеї проявлялися в деяких з цих повстань, наприклад Війна Фаррапус (Farrapos, «лахміття», 1835—1845) в Санта-Катаріні та Ріу-Гранді-ду-Сул (у результаті якої виникла так звана Ріограндійська республіка). Інші, такі як Кабанген (Cabanagem) в провінції Гран-Пара в 1835—1837 роках, Сабінада (Sabinada) в Салвадорі (Баїя) в 1837—1838 роках, Балаяда (Balaiada) в Мараньяні в 1838—1841 роках і «Ліберальна революція» в провінціях Мінас-Жерайс і Сан-Паулу в 1842 році виступали під монархістськими і антирегентськими лозунгами. Ці виступи показують, що формування Бразилії не було мирним, натомість існувала гостра конфронтація між державним урядом і провінціями, яка продовжувалася меншою мірою впродовж наступного століття.

### Педру II як центр державної єдності
Смерть Педру I від туберкульозу в 1834 році відняла базу у прихильників його повернення і зруйнувала нетривкий альянс політичних союзників. Регенти, які намагалися придушити повстання по всій країні, більше не могли утримувати країну разом. Бразилії загрожував розкол, який не стався з трьох причин. По-перше, армія була реорганізована як інструмент національної єдності під лідерством Луїса Альвіса да Ліма і Сілва, який отримав титул герцога Кашіас (Duque de Caxias). По-друге, перспективи рабського повстання і розпаду суспільства стали дуже реальними та вимагали допомоги уряду. І по-третє, у загальному розумінні Бразилія все більше розглядалася як єдина нація. Регіональні політики зібралися навколо хлопчика-імператора, підняли та підтримали його в 1840 році. Обидві палати бразильського парламенту на об'єднаній сесії, всупереч декрету Регентства про розпуск парламенту, послали запит імператору, чи він згоден бути визнаним таким, що досяг необхідного для правління віку, негайно. Імператор погодився. Через кілька годин Загальні збори прийняли рішення коронувати імператора у віці 14 років замість 18, прописаних у конституції. Імператор був коронований 18 липня 1841 року під ім'ям Педру II. Ця коронація була проведена в надії, що новий імператор принесе країні мир, єдність і процвітання.

## Царювання Педру II (1840-89)

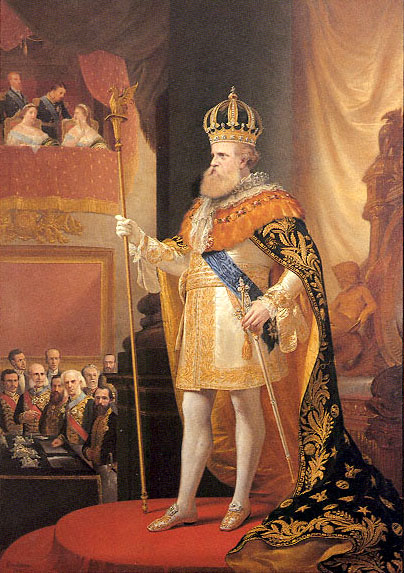
Педру II в регаліях на відкритті Загальних Зборів (картина Педру Америку).

### Централізація країни
На початку царювання Педру II в 1840-х роках Бразилія була об'єднана, повстання придушені та багато законів переписані. Законодавство стало консервативнішим, частіше використовувались підтасування на виборах, організовані урядом. У 1842, наприклад, Педру II використав свою «стримувальну владу», щоб розпустити недавно вибрану ліберальну Палату депутатів і провести нові вибори, на яких консерватори перемогли шляхом наповнення виборчих урн фальшивими бюлетенями.
«Стримувальна влада», надана імператору конституцією 1824, щоб балансувати традиційні три гілки влади, надавала йому право призначати сенаторів, звільняти представників законодавчої влади та передавати контроль над урядом від однієї партії до іншої. Слід зазначити, що партії були більшою мірою угрупуваннями парламентаріїв, ніж ідеологічними рухами, залежними від чітких електоратів. Державний устрій мав штучну природу, ніяка партія відкрито не мала відношення до великих землевласників, які справді керували місцевими справами.

### Кінець работоргівлі
У 1850 році Британія, стомлена постійними затримками Бразилії виконувати положення договору 1825 року про заборону работоргівлі, уповноважила свій військово-морський флот топити судна работорговців навіть в бразильських портах. Щоб запобігти відкритій війні з Британією, паралічу торгівлі та ризику рабських повстань, уряд заборонив работоргівлю з Африкою. Уряд вислав з країни португальських работорговців і дав наказ урядам провінцій, поліції і армії не дозволяти висадки суден работорговців. За п'ять років навіть на чорному ринку імпорт рабів припинився, не зважаючи на спокусливе підвищення цін на рабів. Хоча британці приписували заслугу собі, слід відзначити, що це був перший випадок, коли бразильський уряд зумів встановити закон уздовж всього узбережжя. Також слабшала внутрішня підтримка работоргівлі. Більшість імпортерів рабів були португальцями, які продавали африканців землевласникам у борг за дуже високими відсотками, що інколи навіть викликало банкрутство і втрату власності. Ксенофобія і борги землевласників підвищували підтримку закону.
Припинення работоргівлі мало цілий ряд наслідків. Спершу, в міру росту експорту кави та відповідно росту потреб у рабах в південних районах, де вона вирощувалася, північно-східні плантатори продавали частину своїх рабів на південь. Крім того, парламент схвалив закони, що заохочували імміграцію з Європи, також як і Земельний закон 1850 року. По-друге, закінчення работоргівлі звільнило капітал, який міг використовуватися для інвестицій в транспортні та індустріальні підприємства. По-третє, Британія гарантувала не втручатися в бразильську військову операцію з усунення від влади в Аргентині президента Хуана Мануеля де Росас.

### Економічний розвиток
Кава превалювала в експорті протягом останньої половини дев'ятнадцятого століття, складаючи 50 % експорту в 1841—1850 роках та 59,5 % в 1871—1880. Також був важливим експорт цукру, бавовни, тютюну, какао, каучуку і мате. Великі стада рогатої худоби на рівнинах Мінас-Жерайс та Ріу-Гранді-ду-Сул до 1890 року зробили Бразилію другим за обсягом експортером м'яса у світі. Заводи із засолу м'яса (saladeros) в Ріу-Гранді-ду-Сул відвантажували висушену яловичину в райони вирощування кави, щоб годувати рабів та вільних робітників (колонів). Крім яловичини, бразильці їли багаті на білок боби, рис і кукурудзу, які вирощувалися в Мінас-Жерайс та в іммігрантських колоніях у Ріу-Гранді-ду-Сул. Хоча міжрегіональна торгівля зростала, у більшості районів нормою все ще залишалося місцеве виробництво.
Розширення виробництва кави в 1850-х і 1860-х роках привернуло британські інвестиції в побудову залізниць для транспортування бобів до узбережжя. Залізниця Сантус—Сан-Паулу (1868) була першим головним проходом через берегову гряду, яка до того уповільнювала розвиток Південного плато. Так само і на північному сході залізниці почали простягатися вглиб країни від узбережжя. Але загалом залізниці з'єднували порти з орієнтованими на експорт районами, створюючи серії анклавів, які сполучалися один з одним морем. Навіть у двадцятому столітті Бразилія все ще відчувала нестачу залізниць і доріг, які б зв'язували головні міста та економічні зони. Країну з'єднувала заплутана мережа ґрунтових доріг, якими мули перевозили товари та людей. Хоча такий вид транспорту і здається архаїчним, він був важливим у формуванні бразильського суспільства, поширенні спільної мови й культури, об'єднанні територій.

### Війна Потрійного альянсу
Див також: Війна Потрійного альянсу

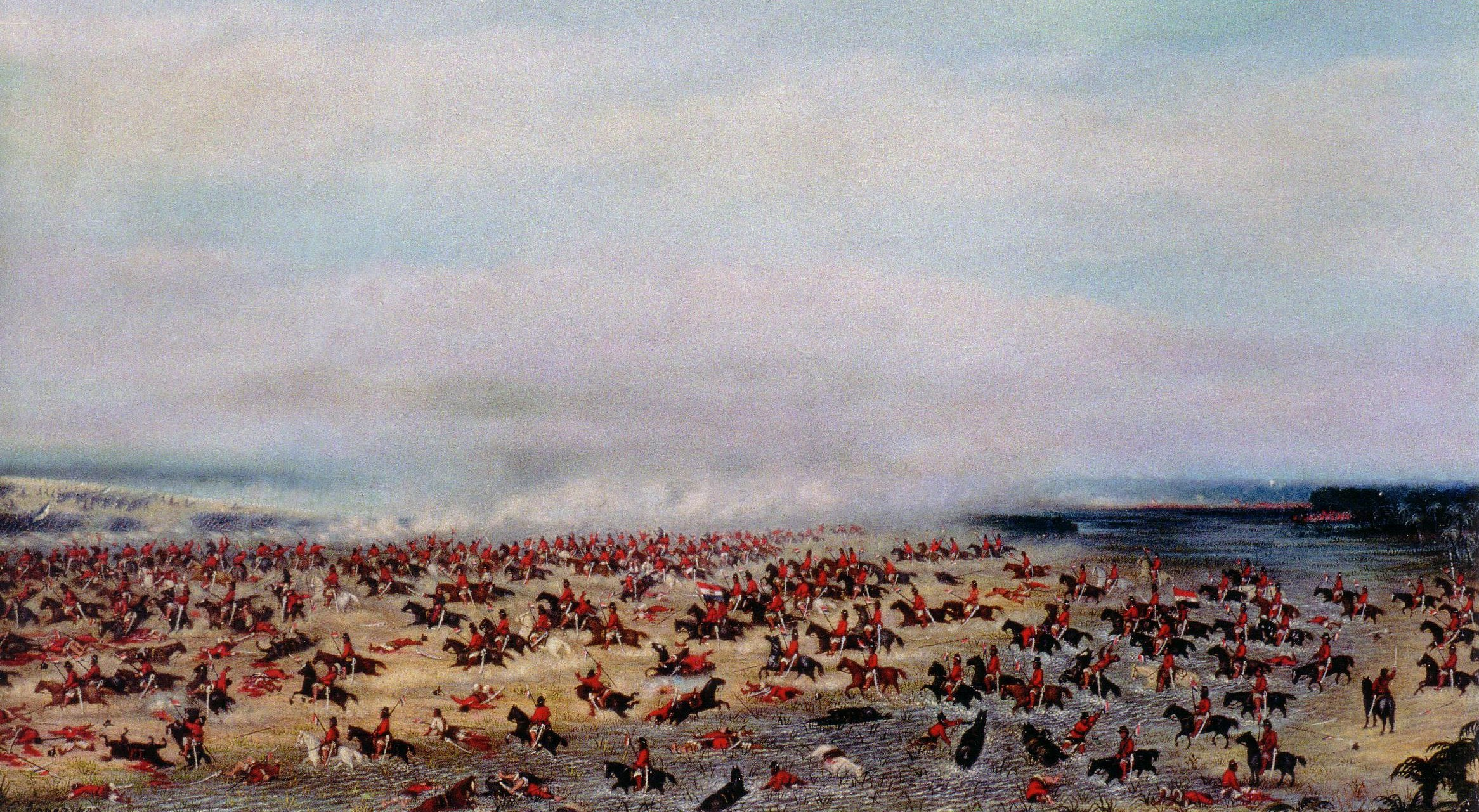
Битва при Туюті, найкривавіша битва війни. Картина Кандідо Лопеса

Імперія втратила східний берег Ріо-де-ла-Плати, на якому виникла держава Уругвай, у 1828 році, але продовжувала втручатися в справи цієї республіки. Багатий бразильський ділок, Ірінеу Еванжеліста ді Суза, мав там настільки значні фінансові інтереси, що його компанія фактично була державним банком Уругваю. Інші бразильці мали у володінні близько 400 великих маєтків (estancias), які займали приблизно третину території країни. Вони протестували проти податків, які уругвайці накладали при перегоні рогатої худоби в та з Ріу-Гранді-ду-Сул, і підтримували сторони в постійній боротьбі між уругвайськими політичними фракціями Колорадо і Бланко. Багато гаучо з Ріу-Гранді-ду-Сул не сприймали незалежність Уругвая і безупинно закликали до втручання.
У середині 1860-х років бразильський уряд таємно домовився з владою Аргентини про заміну режиму партії Бланко в Уругваї на партію Колорадо. Бланко звернулися до парагвайського диктатора Франсиско Солано Лопеса (1862—1870), який боявся своїх великих сусідів і розглядав загрозу Уругваю як власне собі. Маленька країна, що не мала виходу до моря, Парагвай мав найбільшу армію в регіоні: 64 тис. солдатів, порівняно з бразильською армією у 18 тис. У 1864 році Бразилія і Аргентина погодилися діяти разом у випадку, якщо Лопес спробує зберегти режим Бланко. У вересні 1864 року, не розраховуючи, що Лопес може піти на такий крок, Бразилія надіслала війська до Уругваю. Обидві сторони невірно оцінили наміри та здібності одна одної. Парагвай відреагував захопленням бразильських суден на річці Парагвай і нападом на провінцію Мату-Гросу. Солано Лопес помилково очікував допомоги від налаштованого проти Буенос-Айреса населення, надіславши значні сили до Уругваю і Ріу-Гранді-ду-Сул, але тим самим опинився у стані війни як з Аргентиною, так і Бразилією. У травні 1865 ці країни і Уругвай на чолі з Колорадо підписали альянс, який мав на меті розділити спірну територію Парагваю між сусідами, відкрити парагвайські річки для міжнародної торгівлі та зняти Солано Лопеса з посади президента. До вересня 1865 року союзники відтіснили парагвайців з Ріо-Гранде-ду-Сул та перенесли війну до Парагвая.
У вересні 1866, відстоюючи свою батьківщину, гуарані-мовні парагвайці розбили союзників в Курупайті. Аргентинський президент Бартоломе Мітре (1861—1868) відвів більшу частину військ додому, щоб придушити протести проти своєї військової політики, залишаючи бразильців самих. Генерал Ліма і Сілва, герцог Кашіас, прийняв керування силами союзників і досяг падіння Асунсьйона на початку 1869 року. Солано Лопес був розстріляний, а Парагвай залишався окупованим до 1876 року.

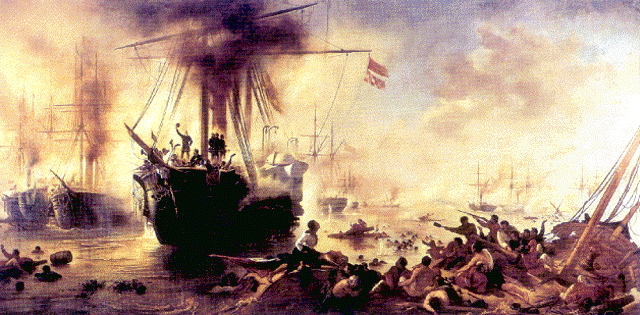
Битва при Ріачуело, картина Віктора Мейрелліса

Війна була дуже затяжною з кількох причин. По-перше, парагвайці були краще підготовані та провели ефективний наступ на початку війни. Навіть пізніше, коли війна перейшла на їх власну територію, вони мали перевагу через знання місцевості, підготовку захисту і лояльність населення. По-друге, бразильцям було потрібно багато часу, щоб зібрати сили, забезпечення яких коштувало дуже дорого. По-третє, Аргентина, сподіваючись поліпшити післявоєнну ситуацію відносно Бразилії, частково затримувала військові дії, щоб ослабити імперію.

### Наслідки війни
Війна мала важливі наслідки для Бразилії і для інших країн області Ріо-де-ла-Плата. Вона залишила Бразилію та Аргентину сам на сам з розбитим Парагваєм і залежним Уругваєм, ситуацією, яка скоро перетворилася на напружену конкуренцію з неодноразовими збройними сутичками. Парагвай зазнав тяжких втрат від бойових дій та хвороб, за оцінками вони складають близько 60 % населення, економічно країна була відкинута далеко назад. У Бразилії війна сприяла як зростанню виробництва, професіоналізації збройних сил та їх концентрації в Ріу-Гранді-ду-Сул, будівництві доріг та концентрації іммігрантів в південних провінціях, так і до посилення влади центрального уряду. Що найбільш важливо для майбутньої історії, війна вивела армію на політичну арену. Військові офіцери зрозуміли, що війна виявила відсутність досвіду і організації в армії, в чому вони звинувачували цивільних посадовців. Протягом наступних десятиліть офіцери-реформісти, прагнучи модернізувати армію, перейшли до гострої критики політичної структури Бразилії як перешкоди до модернізації.

### Республіканський рух
Кінець війни збігся з відродженням республіканства, у цей час ліберали знайшли новий шлях до популярності. Після краху у 1867 році недовгої мексиканської монархії Максиміліана, Бразилія залишилася єдиною латиноамериканською монархією. Значний економічний ріст Аргентини в 1870-х і 1880-х служив ефективною рекламою республіканської системи правління. Республіканська пропаганда розвернулася в провінціях, особливо Сан-Паулу і Ріу-Гранді-ду-Сул, де люди не вірили в вигоди від імператорської політики. Республіканський маніфест 1870 року проголосив: «Ми знаходимося в Америці і ми хочемо бути американцями. Монархія ворожа інтересам американських держав і буде безперервним джерелом конфліктів з сусідами».
Республіканці вимагали скасування рабства, щоб стерти пляму з Бразилії, яка залишалася єдиною рабовласницькою країною (крім іспанської Куби), на півкулі. Не те що вони вважали рабство поганим з моральної точки зору, але воно становило неприємне враження серед європейців. Скасування рабства, яке сталося 1888 року, не означало, що ліберали хотіли глибокої соціальної реформи або бажали демократичного суспільства. Їх аргументи проти рабства були скоріше з царини ефективності ніж етики. Здобувши владу, республіканці ввели сувору систему соціального контролю над робочою силою.
Бразильська соціальна система функціонувала крізь хитре плетиво патронажу, родових взаємин і дружби (непотизм). Державні установи, капіталістична економіка, церква та армія розвивалися у «павутині патронажу», де контакти й заступництво, замість професіоналізму, визначали успіх фактично на всіх посадах, людина не могла існувати у бразильському суспільстві без друзів і родини. Така соціальна система була дуже повільною у реформуванні себе самої.

### Криза з Церквою
У 1870-х і 1880-х роках криза проникла до кожного з трьох стовпів імператорського режиму — Католицької церкви, армії та рабовласницької системи. Разом, ці кризи показали нездатність режиму пристосуватися до зміни цих основ. У 1870-х роках Ватикан почав тиск на бразильську католицьку церкву, щоб та узгодилася з консервативними реформами Першого Ватиканського собору, який підсилював владу папи, оголосивши його найвищим авторитетом у справах віри та моралі. Ці зусилля Рима з об'єднання церкви у всьому світі суперечили імператорському контролю церкви в Бразилії. Корона успадкувала «патронадо», або право духовного патронажу, від своїх португальських попередників. Це право передавало державі контроль над церквою, яку імперська влада розглядала як частину держави. Хоча деякі священнослужителі виявляли республіканські настрої й раніше, широка церковно-державна криза виникла тільки в середині 1870-х років через зусилля Рима по європеїзації церкви.

### Криза в армії
Важливість військової кризи очевидна, оскільки вона залишила уряд без підтримки армії. Після війни Потрійного альянсу (1864—1870) монархія байдуже ставилася до армії, яку цивільні панівні кола не сприймали як загрозу. Фінансові проблеми 1870-х років уповільнили просування по службі, платня була низькою, і офіцери скаржилися навіть на необхідність платити до фонду вдів з їх мізерної платні. До солдат погано ставилися у суспільстві, дисципліна була заснована на батозі, а навчання здавалося безцільним. Політичні партії були також байдужі як і уряд щодо питання військової реформи, обов'язкової військової служби, кращого озброєння і підвищення платні та статусу. Протягом 1870-х років незадоволеність стримувалася зменшенням ролі національної гвардії, невдалою, але гарно сприйнятою спробою поліпшити систему забезпечення і, особливо, службою у кабінеті військових героїв, зокрема герцога Кашіаса як прем'єр-міністра (1875—1878) і маршала Мануела Луїса Озоріу, маркіза Ервала, як міністра оборони (1878). Але останній помер в 1879 році, а Кашіас через рік після нього, залишаючи керівництво на офіцерів менш лояльних трону. Низка молодших офіцерів були наповнені представниками середнього класу, які увійшли до армії, щоб здобути освіту, та зробити військову кар'єру. Вони більш піклувалися, ніж їх попередники, про соціальні зміни, які відкрили б можливості для дрібної буржуазії.
Офіцерський корпус не був єдиним у відношенні до уряду, найстаріша група, яка допомогла присікти регіональні повстання 1830-х і 1840-х років та пережила війну Потрійного альянсу, була досить лояльною наявній системі. Молодші офіцери не брали участі у війнах, але мали найкращу освіту, вони не були прив'язаними до старого режиму і були найбільш незадоволені відсутністю кар'єрного росту та станом армії у мирний час.
Бразильська політична традиція дозволяла офіцерам займати державні посади, таким чином стираючи цивільно-військовий поділ. Як депутати парламенту, офіцери активно критикували уряд, у 1880-х роках вони брали участь у провінційній політиці, виступали на публіці та брали участь в газетних дебатах. У 1884 році цивільний міністр збройних сил спробував заборонити офіцерам публічні виступи, але покарання офіцерів, які порушували це правило, привели до хвилі протестів на чолі з фельдмаршалом Мануелем Деодору да Фонсека і генералом Жозе Антоніу Коррея да Камара, які змусили міністра піти у відставку в лютому 1887 року і привели до падіння кабінету в березні 1888 року.

### Скасування рабства

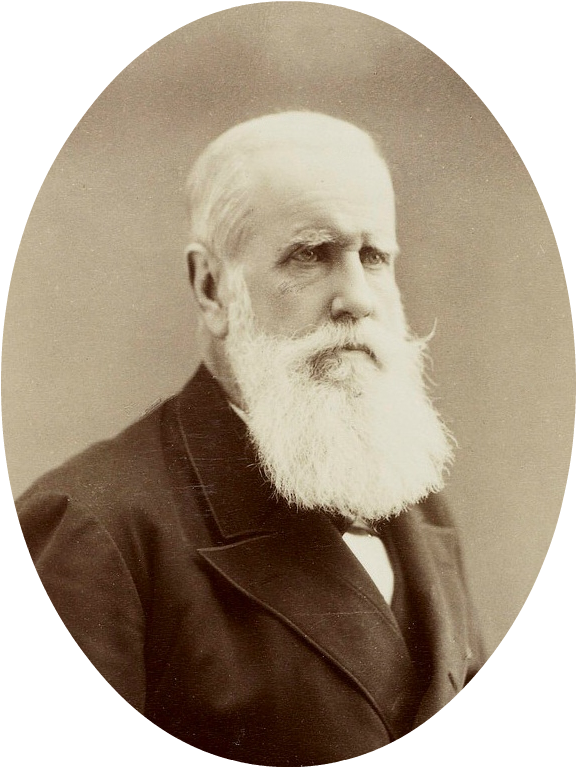
Дон Педру II. 1885 р.

На фоні церковної й військової криз, проблема рабства значно підточила підтримку еліти. Члени Ліберальної і Консервативної партій вийшли з тієї ж соціальної групи, власники плантацій складали половину обох партій, решта були бюрократами й професіоналами. Ідеологічні відмінності між партіями були мінімальні, але фракційна і особиста конкуренція в їх межах зробили важким для партій пристосуватися до соціальних і економічних змін. У результаті, останнє десятиліття імперії відзначилося значною політичною нестабільністю. Між 1880 і 1889 роками країною керували десять кабінетів міністрів (сім в перші п'ять років) та тричі пройшли парламентські вибори, а сам парламент ні разу не був здатним завершити свій термін. Часте використання стримувальної влади викликало протести, навіть серед традиційних монархістів.
Ставлення до рабства поступово змінилося, Педру II вже був на боці скасування, на час війни Потрійного альянсу раби, що служили в армії, були звільнені. У 1871 році кабінет Ріу-Бранку схвалив закон, що звільняв новонароджених та вимагав від власника годувати їх до восьми років, коли уряд мав звільнити їх за компенсацію, або власник міг використовувати їх як робочу силу до 21 року. У 1884 закон звільнив рабів віком від шістдесяти років. До 1880-х років географія рабства також змінилася і економіка стала менш залежною від нього. Через звільнення (багато за умови залишення на плантаціях) і масову втечу рабів, їх повне число у країні знизилося з 1 240 тис. у 1884 до 723 тис. у 1887 році, з більшістю рабів на півдні, де вироблялась кава, замість півночі, де вироблявся цукор. Але навіть плантатори в Сан-Паулу, де відсоток рабів у населенні впав з 28,2 % у 1854 до 8,7 % у 1886 році, розуміли необхідність нової системи організації праці. Провінційний уряд активно почав субсидування і залучення іммігрантів. Між 1875 і 1887 близько 156 тис. осіб прибуло до Сан-Паулу. Тим часом запит на дешевих працівників на полях цукрової тростини північного сходу був задоволений мешканцями сертао, що тікали від руйнівної посухи 1870-х років.
Економічна картина також змінювалася, звільнений з інвестицій в рабів капітал інвестувався в залізниці, інший транспорт, торгівлю та промисловість. До певної міри, ці інвестиції пропонували захист від нестабільності сільського господарства.

Провінції Бразильської імперії перед її падінням (1889 рік).

Тим часом раби залишали плантації у великій кількості, і активне підпілля підтримувало втікачів. Під час відсутності імператора, армійські офіцери подали петицію принцесі-регентші Ізабелі з проханням звільнити їх від обов'язків переслідування рабів-утікачів. Фельдмаршал Деодору да Фонсека, командувач в Ріу-Гранді-ду-Сул, оголосив на початку 1887 року, що армія «повинна виступити за скасування рабства». Збори провінції Сан-Паулу подали петицію парламенту для безпосереднього скасування. Бразилія опинилася на межі соціальної революції, хоча навіть плантатори розуміли, що скасування рабства мало запобігти хаосу.
Так званий Золотий закон, який 13 травня 1888 року скасував рабство, не був актом великої хоробрості, але визнанням, що рабство не було більше життєздатним. Економіка швидко оправилася після кількох втрачених урожаїв, і тільки невелике число плантаторів закінчили банкрутством. Рабство закінчилося, але плантації вижили, як і класове суспільство. Багато колишніх рабів затрималися на плантаціях у тих же умовах, одержуючи мізерну заробітну платню. До них приєдналися хвилі іммігрантів, які часто знаходили умови нестерпними, та переїжджали до міста або поверталися до Європи. Не було встановлено ніякої організації, яка б займалася поліпшенням життя колишніх рабів, вони були залишені внизу соціальної структури, де багато їх нащадків залишаються і у XXI столітті. Нові в'язниці, побудовані після 1888 року, скоро наповнилися колишніми рабами, оскільки суспільство наклало інші форми суспільного контролю, зокрема, перевизначаючи злочин.

## Республіканський переворот
Імперія впала, оскільки вона більше не була потрібною панівним класам для захисту своїх інтересів, імперська централізація заважала бажанню місцевої автономії. Республіканців охопив федералізм, який часто бачився як шлях протистояти олігархам, які використовували патронаж, щоб залишитися при владі. У ранній республіці, проте, олігархи легко пристосувалися і використовували накопичену владу і навички для управління новою урядовою системою. Скориставшись урядовими кризами 1888 і 1889 років та незадоволеністю серед військових офіцерів, республіканці виступили за революційні зміни замість поступових, за які виступав фельдмаршал Фонсека. Переворот відбувся в листопаді 1889 року, він почався як збройна демонстрація, яка вимагала заміну кабінету, але швидко переросла у переворот, що скинув імператора Педру II. Зміна влади відбулася безкровно. До імператорської сім'ї поставилися із заслуженою повагою, але запропонували їм залишити країну.